# Vallée de Mai természetvédelmi terület
A Vallée de Mai természetvédelmi terület a Seychelle-szigetek Praslin-szigetén található nemzeti park, 1983 óta az UNESCO világörökségi helyszíneinek egyike. A területet pálmaerdő alkotja, ahol öt endemikus pálmafajta található, köztük a legismertebb a tengerikókusz (Lodoicea maldivica), amelynek húsz kilogrammos termése a legnagyobb és legnehezebb mag a Földön. A nemzeti park állatvilága is egyedi, olyan madarakkal mint például a ritka Seychelle-szigeteki vázapapagáj (Coracopsis nigra barklyi), de találhatók emlősök, rákok, csigák és hüllők is. Minden erőfeszítés ellenére nem sikerült a szigetre betelepített növényeket (kávé, ananász, díszpálmák) kiirtani. A pálmaerdő, különleges növény- és állatfajaival annak a kornak a maradványa, amikor a Gondwana őskontinens részekre szakadt.

## Fekvése
A természetvédelmi terület a Seychelle-szigetek második legnagyobb szigete, a Praslin-sziget közepén található, amelynek legmagasabb hegye, a Fond Azore, 373 méter magas. A Praslin-sziget repülővel vagy komppal Mahé felől közelíthető meg. A gránitból álló sziget teljes területe 37 négyzetkilométer, ebből a természetvédelmi terület 19,5 hektárt foglal el. A szigetet gránit alkotja, és "mikrokontinensként" fogható fel.

## Legendája

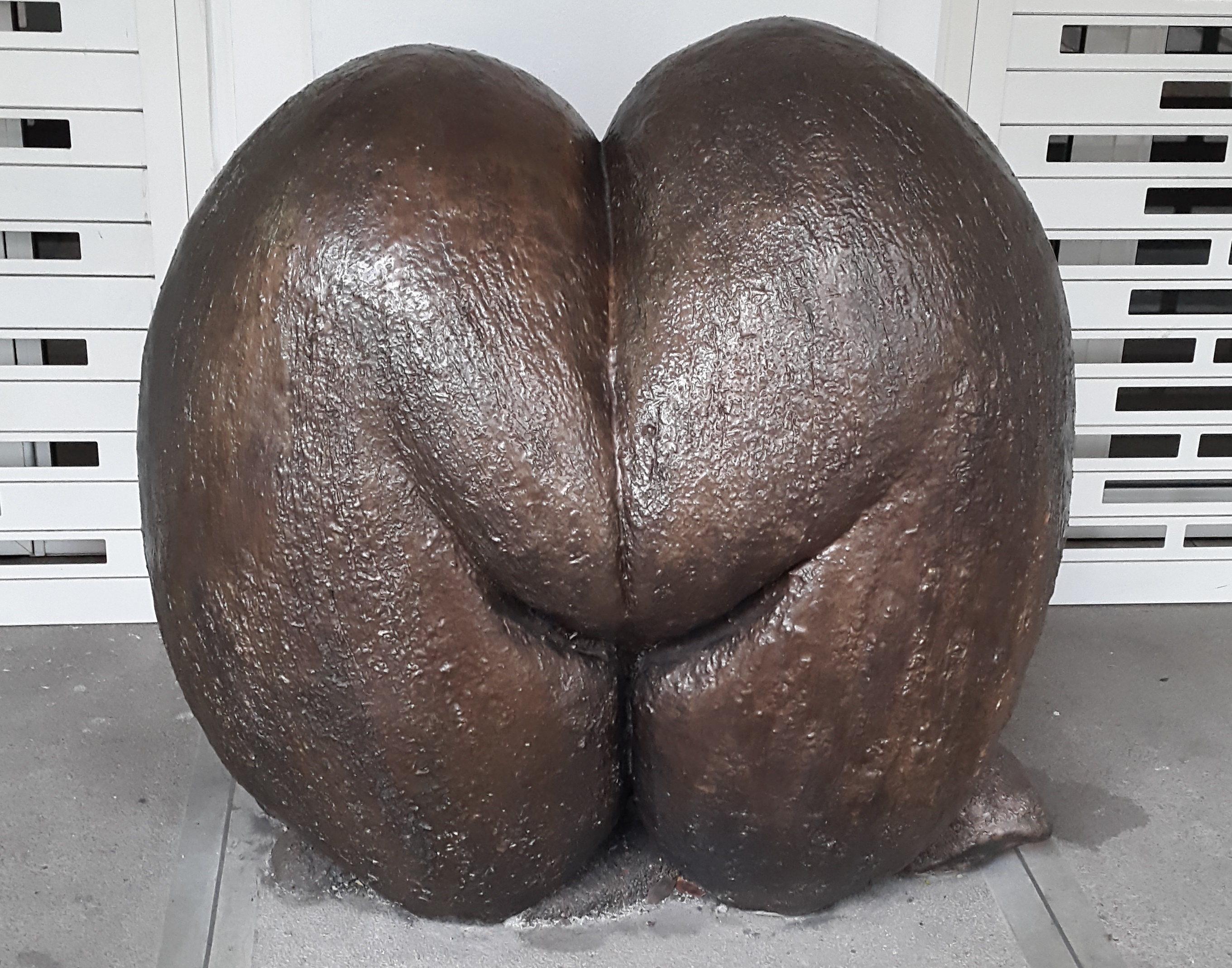
A tengerikókusz termése

Charles George Gordon brit tábornok, miután 1882-ben a Praslin-szigeten járt, elterjesztett egy legendát, amely szerint a Vallée de Mai az Édenkert lenne. Azt állította, hogy bizonyítékkal tudja alátámasztani elméletét, miszerint a pálmafa a jó és rossz tudásának fája, a trópusi kenyérfa (Artocarpus altilis) pedig az élet fája. Az Édenkert pontos helyeként a szigeten a Tengerikókusz-völgyet jelölte meg. Csak ezen a területen található meg együtt a tengerikókusz mellett – melynek termésének a bennszülöttek potencianövelő hatást tulajdonítottak – a sziget összes endemikus pálmafaja. Megjegyezte azt is, hogy a gyümölcsök különös, szuggesztív alakja okozta a bűnbeesést az Édenkertben. Ezt az állítást H. Watley Estridge vitatta, aki rámutatott, hogy Éva képtelen lett volna átharapni a termésnek mintegy 10 centiméternyi vastag héját; erre az ellenvetésre Gordon nem tudott észszerű magyarázatot adni.

## Története

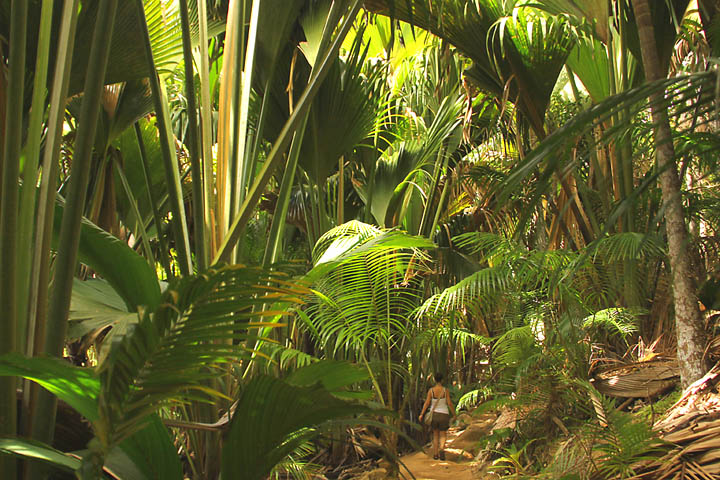
Pálmaerdő

A nemzeti park területe egészen az 1930-as évekig háborítatlan őserdő volt. A területet 1966. április 18-án nyilvánították védetté a madárvédelmi jogszabályok értelmében. 1979-ben a terület megkapta a nemzeti park minősítést, ami magasabb szintű védelmet biztosított. 
1983-ban világörökségi helyszínné nyilvánították a VII., VIII., IX. és X. kritériumok alapján.

## Növényvilága
A nemzeti park az élőhelye az endemikus tengerikókusznak, amely 25–34 méter magasra nő. A legyező alakú fa levelei 7–10 méter hosszúak és 4,5 méter szélesek, a levélnyél 4 méteres. Kettős termése a legnagyobb a Földön, a legnagyobb ismert termés 42 kilogrammos volt. A mag megtermékenyítése és érése között hét év telik el. A termés nem úszik a vízen, emiatt a növény nem tudott elterjedni a többi szigeten. További endemikus pálmafajok a Deckenia nobilis, Phoenicophorium borsigianum, Verschaffeltia splendida, Nephrosperma vanhoutteanum és Roscheria melanochaetes. A természetvédelmi területen mintegy négyezer pálmafa található. További két endemikus fafajta a Dillena furruginea és a Northea hornei. A nemzeti park bejáratánál Calophyllum tacamahaca található.

## Állatvilága

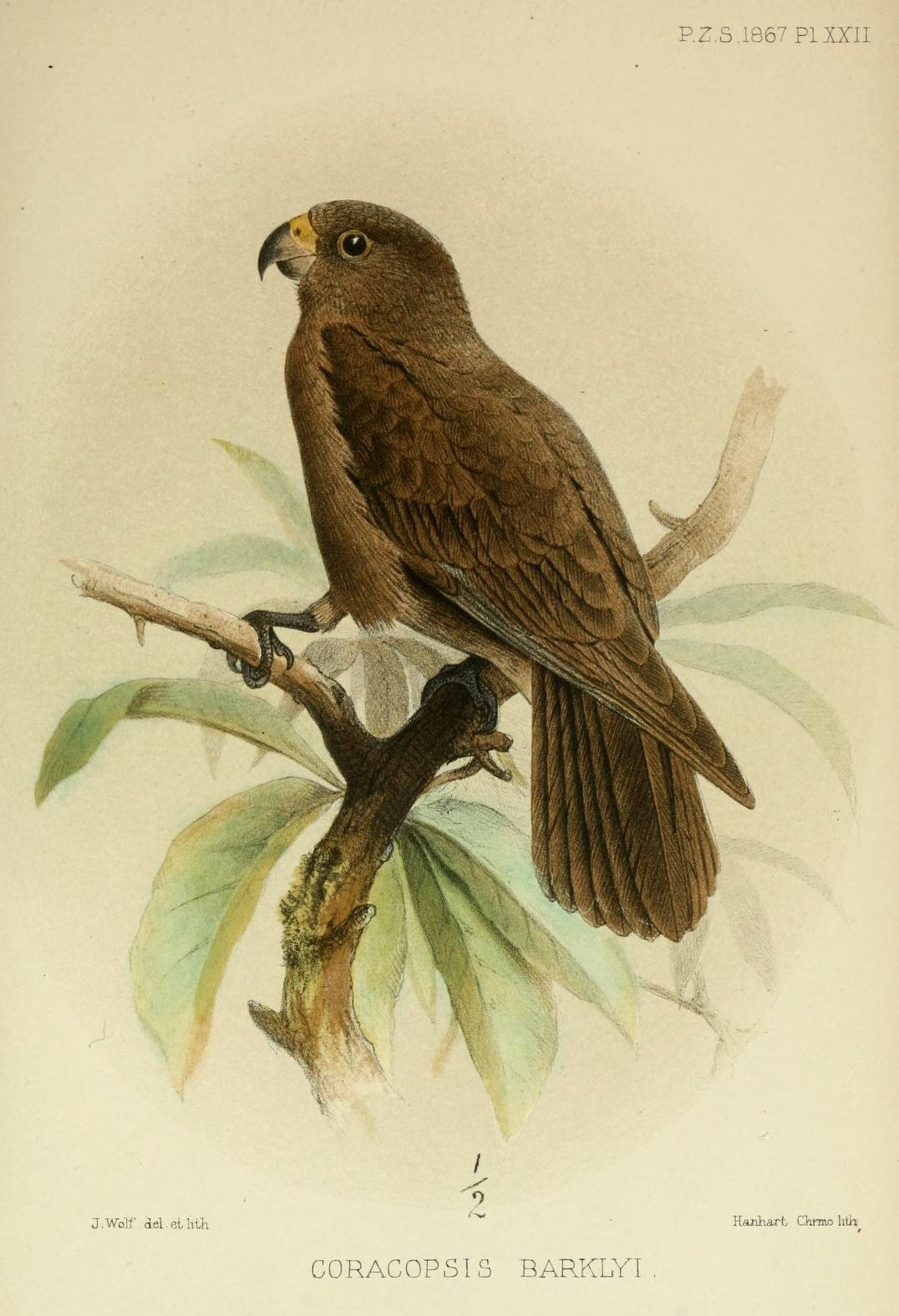
Seychelle-szigeteki papagáj

A pálmafákon jellegzetes madárpopuláció lakozik: a Seychelle-szigeteki vázapapagáj (Coracopsis barklyi), Seychelle-szigeteki gyümölcsgalamb (Alectroenas pulcherrimus), Seychelle-szigeteki bülbül (Hypsipetes crassirostris), Seychelle-szigeteki nektármadár (Nectarinia dussumieri), Seychelle-szigeteki szalangána (Aerodramus elaphrus) és a Seychelle-szigeteki vércse (Falco araea). A nemzeti parkban költőhelyeket alakítottak ki a papagájok részére, hogy megmentsék őket a kihalástól.
Egyéb állatok: Seychelle-szigeteki kaméleon (Archaius tigris), Seychelle-szigeteki szkink (Trachylepis seychellensis), Wright-szkink (Mabuya wrightii), Scelotes braueri, Pamelaescincus gardineri, Seychelle-szigeteki gekkó (Ailuronyx seychellensis), Seychelle-szigeteki repülőkutya (Pteropus seychellensis), féreggőtefélék és fán élő békák, valamint Phelsuma astriata, és Phelsuma sundbergi. A területen élő hüllőfajok: Boaedon geometricus, Lycognathophis seychellensis ésRamphotyphlops braminus.
A nemzeti parkban található puhatestűek: Pachnodus paslinus és Stylodonta studeriana.
A Pachypanchax playfairi az egyedüli édesvízi endemikus halfaj. Számos édesvízi rák és más gerinctelen található a területen.

## Fordítás
Ez a szócikk részben vagy egészben  a   Vallée de Mai című angol Wikipédia-szócikk ezen változatának fordításán alapul.  Az eredeti cikk szerkesztőit annak laptörténete sorolja fel. Ez a jelzés csupán a megfogalmazás eredetét és a szerzői jogokat jelzi, nem szolgál a cikkben szereplő információk forrásmegjelöléseként.